# La Mayorita
La Mayorita, nombre artístico de María Mayor Ordóñez, actriz y tiple nacida en Andújar hacia 1745.
En 1768 viajó a Madrid, procedente de Cádiz, para trabajar en la compañía de teatro de María Hidalgo. Ese mismo año se casó con el actor actor Juan Ponce. El año siguiente pasó a trabajar en la compañía de teatro que por entonces dirigía su marido. Ambos fueron contratados para representar en Cádiz en 1772. El año siguiente volvieron a Madrid y se integraron en la compañía de Manuel Martínez. En 1780 la Mayorita pidió su jubilación, debido a unos fuertes dolores que llevaba sufriendo desde hacía dos años, la cual le fue concedida. Se retiró a su ciudad natal, Andújar, donde falleció el 2 de septiembre de 1784.